# Universitat Brunel
La universitat Brunel (oficialment i en anglès, Brunel University, o més habitualment Brunel) és una universitat pública situada a Uxbridge, al Gran Londres. Va ser fundada en 1966 i porta el seu nom de l'enginyer anglès Isambard Kingdom Brunel.
Brunel té el seu propi campus situat als afores d'Uxbridge a l'oest del centre de Londres. La universitat està formada per vuit escoles i aproximadament deu instituts de recerca.